# Alberto Ercolani
Alberto Ercolani (Roma, 11 giugno 1949) è un attore italiano.
Alberto Ercolani è un attore romano attivo tra gli anni settanta e ottanta in programmi per ragazzi. Nel cinema ha assunto lo pseudonimo di “Claudio Saint Just” in un solo film del 1979. Poi ha continuato la sua carriera da imitatore.

## Biografia
Nel cinema la grande occasione di Alberto Ercolani arriva nel 1979, quando ha un ruolo di protagonista a fianco di Gloria Guida nel primo episodio del film La liceale, il diavolo e l'acquasanta di Nando Cicero. Per interpretare il ruolo di Ciclamino, un angelo custode danzante, assume il nome d'arte di Claudio Saint Just. La sua esperienza cinematografica non ha seguito.
La carriera di personaggio televisivo, iniziata nel 1974 nel cast dello Zecchino d'Oro di Cino Tortorella, prosegue su tutt'altra strada, come animatore, imitatore ed interprete in programmi televisivi per ragazzi. Lavora sia in Rai che Fininvest, nei maggiori programmi classici per ragazzi, condotti da Fabrizio Frizzi e Paolo Bonolis. In televisione è stato ospite nelle trasmissioni Domenica in, Maurizio Costanzo Show, G. B. Show, e prese parte nel 1983 alla prima edizione di Ci pensiamo lunedì.
Come imitatore: nel 1975 in una tournée in Australia al seguito di Gianni Morandi, e l'anno successivo con Claudio Villa. I Cugini di Campagna e Little Tony in Stati Uniti al Madison Square Garden, poi di nuovo in Australia All Opera House di Sidney con Iva Zanicchi.
Come attore teatrale, Alberto Ercolani ha fatto parte del gruppo di Lando Fiorini, interpretato ruoli in commedie scritte da Enrico Vaime, Dino Verde e Piero Castellacci.
Continuativo è stato anche il lavoro di conduttore radiofonico fin dal 1972, quando venne scritturato dalla Rai per la trasmissione Sorella radio di Silvio Gigli. Fino al 2002 con Il programma lo fate voi con Fabio De Luigi e Paola Cortellesi.

## Televisione
- Il barattolo (Rete 2, 1980)
- Tandem (Rai 2, 1983)
- Lo scatolone (Rai 3, 1984)
- Bim bum bam (Italia 1, 1985)
- Arcobaleno (Rai 2, 1987)